# Lauren Scruggs
Lauren Scruggs (Nova Iorque, 27 de janeiro de 2003) é uma esgrimista estadunidense, campeã olímpica.

## Carreira
Scruggs cresceu no Queens, Nova Iorque. Ela se inspirou para começar a esgrima aos seis anos de idade, depois que seu irmão mais velho se juntou a um clube de esgrima no Brooklyn. Ela frequentou o Packer Collegiate Institute, graduando-se em 2021. Seu irmão mais velho, Nolen, esgrimava na Universidade de Columbia.
Scruggs é bicampeã no Campeonato Mundial Júnior de Esgrima, ganhando medalhas de ouro individuais em 2019 e 2022, bem como outros prêmios individuais e de equipe em 2018, 2021 e 2023. Em 2023, ela ganhou uma medalha de ouro individual no Campeonato de Esgrima da NCAA em Durham, Carolina do Norte, e contribuiu para um quinto lugar na equipe de Harvard. Em junho de 2023, ela levou o bronze no Campeonato Pan-Americano de Esgrima em Lima.
Nos Jogos Olímpicos de Verão de 2024, ela ganhou a medalha de prata no evento de florete feminino, derrotando a esgrimista italiana Arianna Errigo e a esgrimista canadense Eleanor Harvey, entre outras, antes de perder por 15–6 na final para a compatriota Lee Kiefer. Isso fez de Scruggs a primeira mulher negra americana a ganhar uma medalha individual de esgrima nas Olimpíadas. Ela também ganhou uma medalha de ouro na competição por equipes.